# Diospyros lycioides
Diospyros lycioides là một loài thực vật có hoa trong họ Thị. Loài này được Desf. mô tả khoa học đầu tiên năm 1805.